# 群象台

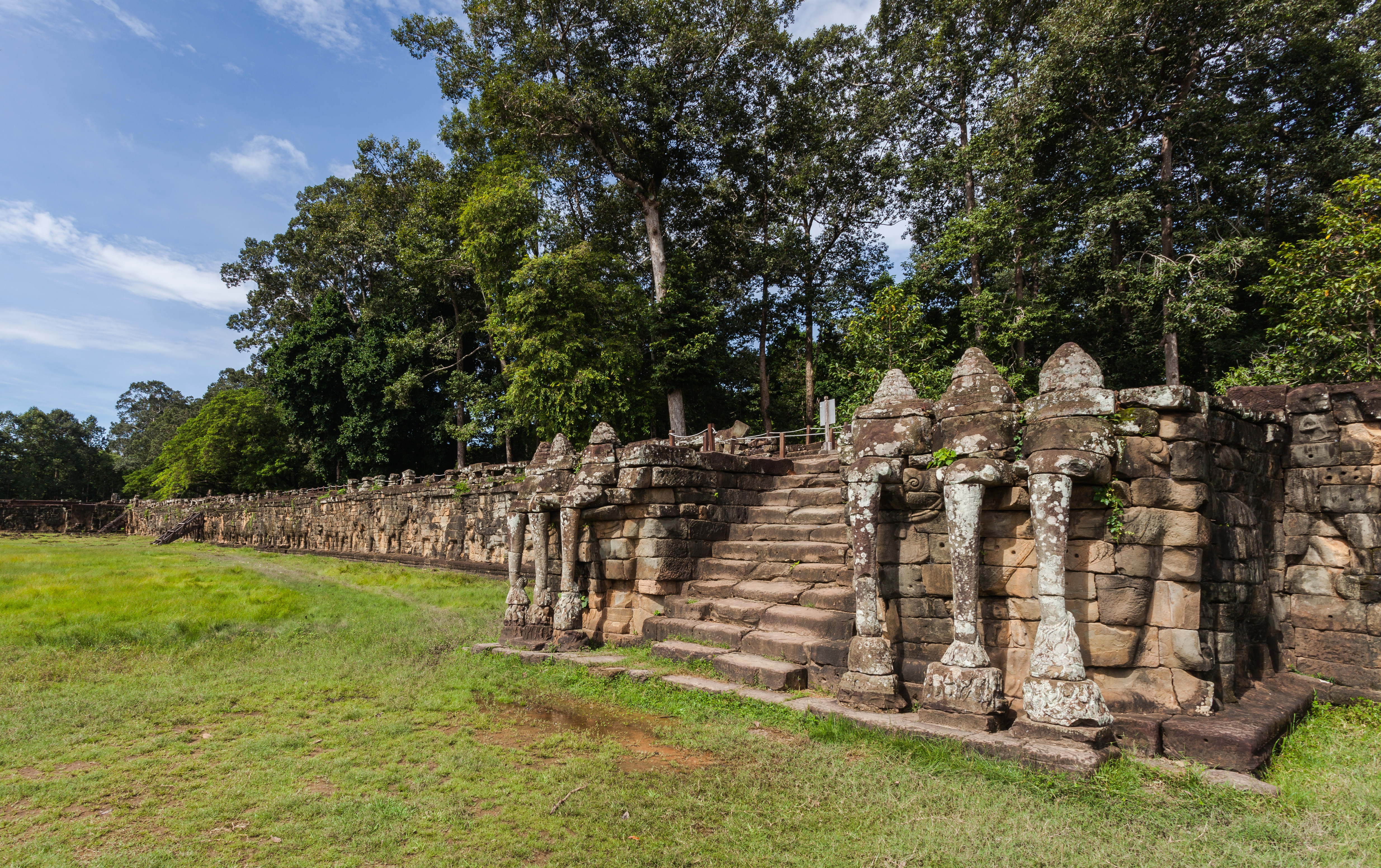
群象台，吴哥，柬埔寨

群象台 是柬埔寨通王城遗迹的一部分，修建于阇耶跋摩七世时期，并于阇耶跋摩八世统治期间进行扩建。群象台是一个皇家御用的看台，皇帝在看台上检阅凯旋归来的军队。群象台的名称源自于其沿着台基壁上的大象雕刻。

## 建筑布局与特点
群象台位于巴戎寺北面、宫殿广场的西面，长300米，为南北布局。它有五条向外延伸的阶梯：三条在中间、往东伸展，其余两条各通往南、北。
中央的主阶梯通过胜利大道与胜利门相连。台基靠近主阶梯的地方雕刻着作托举状的迦楼罗，然后是往看台两端延伸的象群雕刻。主阶梯上的两侧各有石狮和那伽雕像。看台西临空中宫殿，北面与癩王台相接。

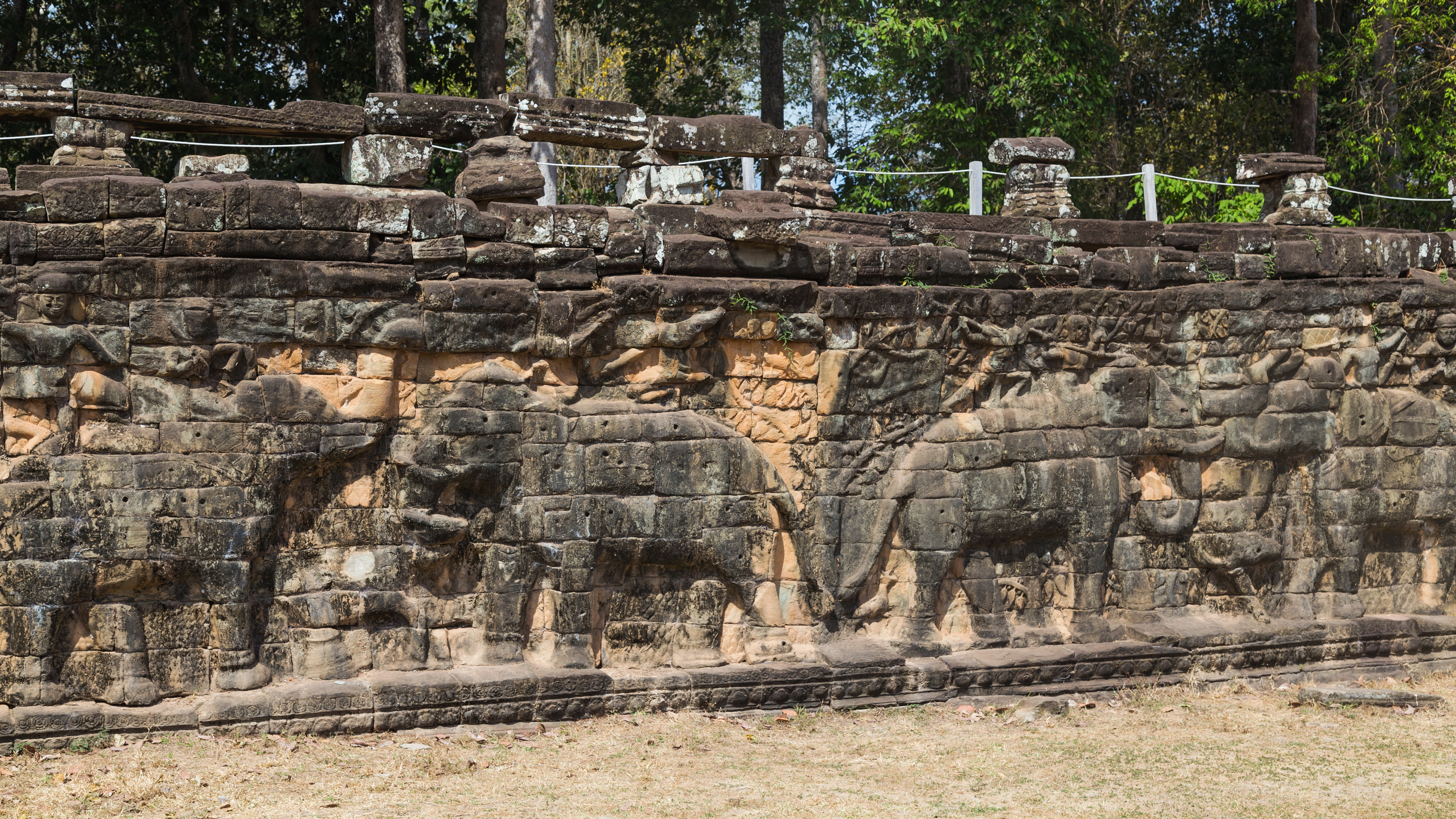
群象台台基上的大象雕刻

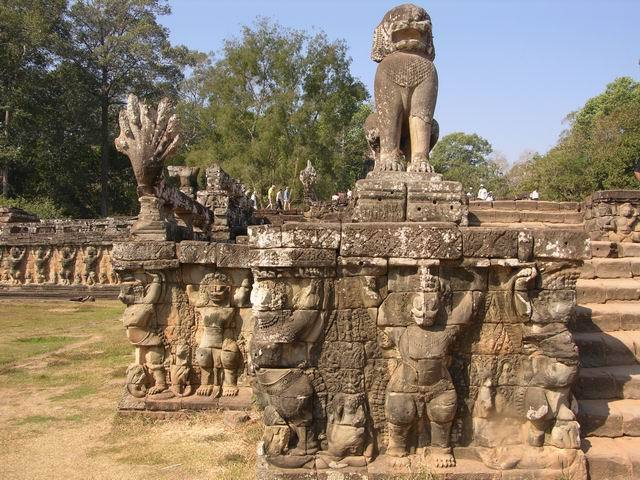
群象台主阶梯上的狮子和那伽石雕，以及台基上的迦楼罗雕刻

## 考古发现
群象台旁边曾出土铅制瓦片，印证了13世纪元朝使节周达观在《真腊风土记》对国王宫室的描述：“其正室之瓦以铅为之”。